# Narodnaja
Narodnaja (rusky Народная) je s 1895 m n. m. nejvyšší horou pohoří Ural. Její vrchol se nachází v oblasti Připolárního Uralu při severozápadní hranici Chantymansijského autonomního okruhu – Jugry, který je součástí Ťumeňské oblasti Ruské federace. Několik set metrů západně od vrcholu hory Narodnaja probíhá hranice mezi Jugrou a Republikou Komi. Tato hranice mezi dvěma subjekty Ruské federace je zde zároveň totožná s hranicí Národního parku Jugyd Va, který je svou rozlohou téměř 19 000 km² největším evropským národním parkem.

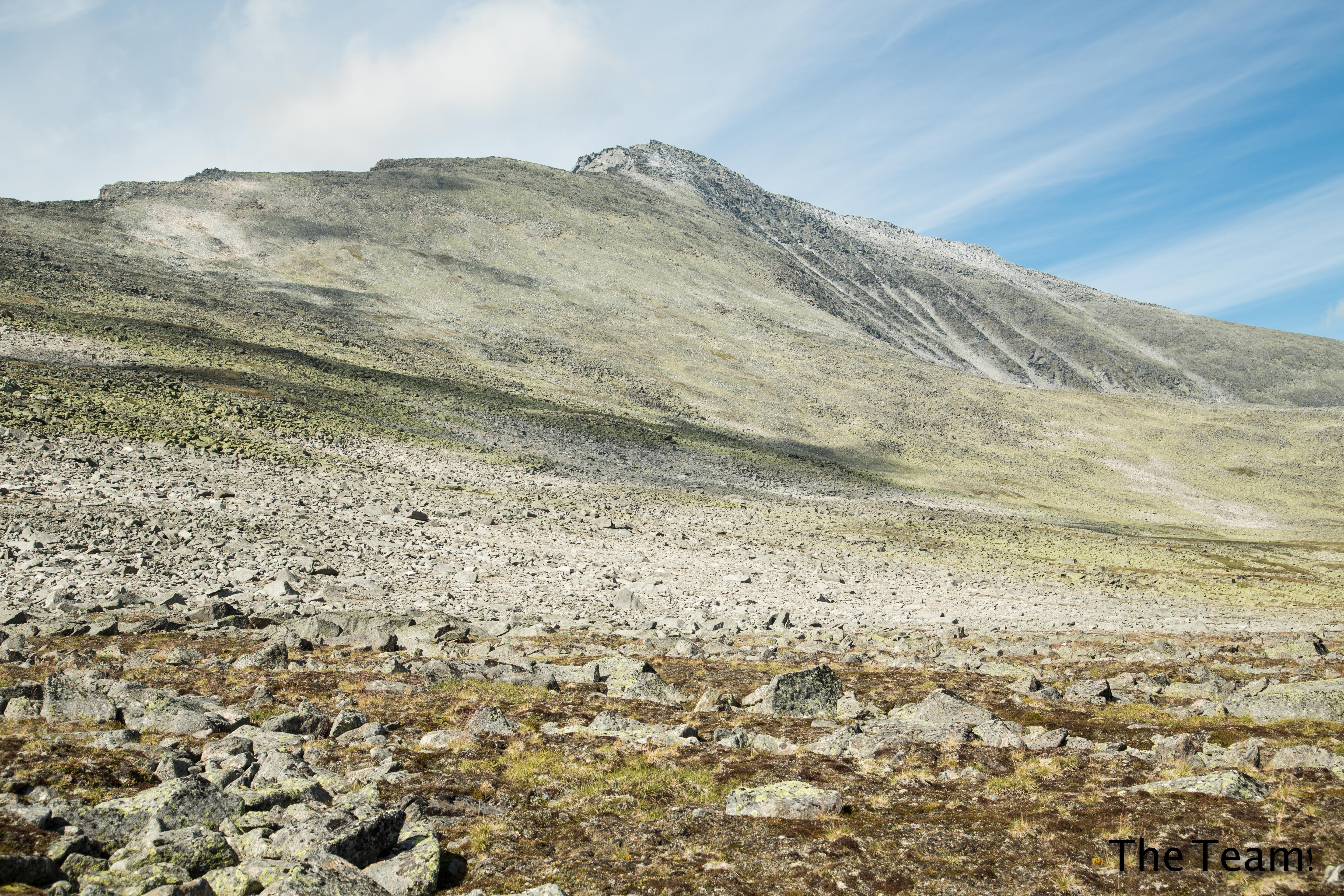
Jižní úpatí hory Narodnaja

Pokud se Kavkaz nepočítá jako evropské pohoří (viz Hranice mezi Evropou a Asií), je Narodnaja nejvyšší horou celé evropské části Ruska.[zdroj?]